# Sociedad Internacional de Cinéfilos
La Sociedad Internacional de Cinéfilos (en inglés, International Cinéphile Society; ICS) es una organización online de críticos de cine y periodistas profesionales de todo el mundo. Desde su fundación en 2003, ha admitido aproximadamente 100 miembros, y está actualmente dirigida por Cédric Succivalli. Cada año la organización rinde homenaje a lo mejor del cine internacional.

## Premios
Las nominaciones de la ICS para los premios anuales han destacado por ser diferentes de las presentaciones de otros premios, como los Premios Óscar. Sus anuncios han recibido cobertura de Variety, IndieWire y Screen Daily, entre otros medios influyentes.

### Categorías
- Mejor película
- Mejor director
- Mejor actor
- Mejor actriz
- Mejor actor de reparto
- Mejor actriz de reparto
- Mejor reparto
- Mejor guion original (no se entregó en 2005)
- Mejor guion adaptado (no se entregó en 2005)
- Mejor fotografía
- Mejor edición
- Mejor diseño de producción
- Mejor banda sonora original
- Mejor documental
- Mejor película animada (desde 2007)
- Mejor interpretación revelación (desde 2020)
- Mejor diseño de sonido (desde 2020)

#### Categorías descontinuadas
- Mejor película de habla no inglesa (2004-2018)

## Ediciones
| Ediciones |
| 2004 · 2005 · 2006 · 2007 · 2008 · 2009 · 2010 · 2011 · 2012 · 2013 · 2014 · 2015 · 2016 · 2017 · 2018 · 2019 · 2020 · 2021 · 2022 · 2023 · 2024 · 2025 |